# Анатол Франс
Анатол Франс (на френски: Anatole France) е псевдонимът на френския писател Жак Франсоа-Анатол Тибо.

## Биография и творчество
Ражда се в Париж, в семейството на известен книжар-букинист. Завършва колежа „Станислав“, след което сътрудничи в различни библиографски справочници, списания и кратки енциклопедии.
От 1873 г. започва да участва със статии и есета във вестниците „Льо Тан“, „Льо Голоа“ и други. През същата година издава първата си стихосбирка „Златни поеми“, а през 1876 г. – „Легенда за Таис“.
От 1876 г. Франс е чиновник в библиотеката на Сената. Носител е на Нобелова награда за литература (1921).

## Частична библиография
- Златни поеми (1873)
- Коринтска котка (1876)
- Йокаста и мършавата котка (1881)
- Престъплението на Силвестър Бонар (1881)
- Желанията на Жан Сервиен (1882)
- Пчелица (1883)
- Олтари на страха (1884)
- Книга за моя приятел (1885)
- Нашите деца (1886)
- Литературен живот (1888)
- Балтазар (1889)
- Таис (1890)
- Седефеният несесер (1892)
- Пекарницата на кралица Педок (1893)
- Мненията на господин Жером Коаняр (1893)
- Червената лилия (1894), роман
- Градината на Епикур (1894)
- Изворът Света Клара (1895
- Крайпътният бряст (1897)
- Върбовият манекен (1897)
- Аметистовият пръстен (1899)
- Пиер Нозиер (1899)
- Господин Бержере в Париж (1901)
- Аферата Кренкбий (1901)
- Социални възгледи (1902)
- Комична история (1903)
- На белия камък (1905)
- Към по-добри времена (1906)
- Островът на пингвините (1908)
- Разкази на Жак Турнобош (1909)
- Седемте жени на Синята брада (1909)
- Боговете са жадни (1912)
- Бунтът на ангелите (1914)
- Малкият Пиер (1912)
- Разцъфналият живот (1922)
- Съвременна история